# Parcham
Parcham (em persa: پرچم, que significa "faixa" ou "bandeira") era um dos grupos políticos pertencentes ao Partido Democrático do Povo do Afeganistão.
A ideologia básica dos Parchamis era um de um movimento gradual em direção ao socialismo no Afeganistão; a facção apoiava esta ideia porque acreditava que o Afeganistão não era industrializado o suficiente para passar por uma verdadeira revolução proletária pedida no Manifesto Comunista. A facção Parcham tinha membros com base mais urbana que pertenciam às classes média e média alta. Em oposição aos moderados Parchamis, estava a facção Khalq mais radical. Os Khalqis (que significa "povo") desenvolveram uma linha mais enérgica, defendendo a derrubada imediata do governo e de um estabelecimento de um regime comunista à moda soviética. Além disso, ao contrário do Khalqis, a maioria dos Parchamis eram de minorias étnicas não-pashtuns.
Entre 1968 e 1970, o Parcham conseguiu publicar seu próprio jornal, direito negado ao Khalq e, portanto, atuava na clandestinidade.
Em 1973, o Parcham ajudou Mohammed Daoud Khan a derrubar a monarquia, e passou a integrar o regime, chegando inclusive a nomear ministros, e participou ativamente da repressão contra a oposição islâmica.
Em 1992, o Parcham converteu-se em Partido Watan.